# Sendeturm Felsenegg-Girstel
Der Sendeturm Felsenegg-Girstel, auch Felseneggturm, war ein 77,4 Meter hoher Richtstrahlturm auf der Albiskette bei der Bergstation Felsenegg im Kanton Zürich.

## Geschichte
Mit der Fertigstellung des Richtstrahlturms 1963 begann die Radio- und Fernsehübertragung in der Schweiz. Die Station Felsenegg war die wichtigste nationale Technikzentrale der Fernsehübertragung. Sie war Schaltzentrale für viele private Schweizer Fernsehstationen und erlaubte die nationale und internationale Verbreitung. Mit Einführung des REAL-Systems wurden mehrere Sendeanlagen auf 27 andere Swisscom-Türme verteilt. Der Turm verlor dadurch seine ursprünglich herausragende zentrale Bedeutung. Der Sendeturm Felsenegg war zuletzt im allgemeinen Netz der Sendetürme integriert. Seitdem sich die Lichtwellenleiter durchgesetzt haben, ging auch die konventionelle Ausstrahlung von Radioprogrammen zurück. Der Turm strahlte bis 10. Dezember 2009 den UKW-Rundfunk von Radio Zürisee aus, bevor dieser auf den Üetliberg gewechselt wurde. Ab 2005 unterhielt die Gesellschaft für Flugsicherung Skyguide eine Radarstation am Turm. 2020 wurde der Felseneggturm aus dem Inventar des Denkmalschutzes des Kantons entlassen. Bis Ende 2022 wurde der alte Betonturm zurückgebaut.
Im Jahr 2021 wurde anstelle des alten Turms ein 73 Meter hoher Fachwerk-Gittermastturm errichtet.

## Beschreibung
Der Richtstrahlturm wurde vom Zürcher Architekten Edwin Schoch erbaut. Er war 51 Meter hoch und wurde in Eisenbetonkonstruktion erstellt und mit Aluminium verkleidet. Diese Verkleidung hatte nicht nur wesentliche technische Vorteile, sondern wies gleichzeitig ein besonderes Lichtspiel auf, das den Turm farblich den sich verändernden Stimmungen des Tages und des Wetters anpasste.
Durch die Wahl einer durchgehend schlanken Turmform war es gelungen, einen Waldschlag auf dem schmalen Bergrücken der Felsenegg zu vermeiden. Ein dreieckiger Grundriss mit abgeschnittenen Ecken machte den Turm leicht und erlaubte es gleichzeitig, die auf besonderen Plattformen ausserhalb des Turmes angebrachten grossen Antennen ohne Schwierigkeit in die gewünschten Hauptstrahlrichtungen zu setzen.

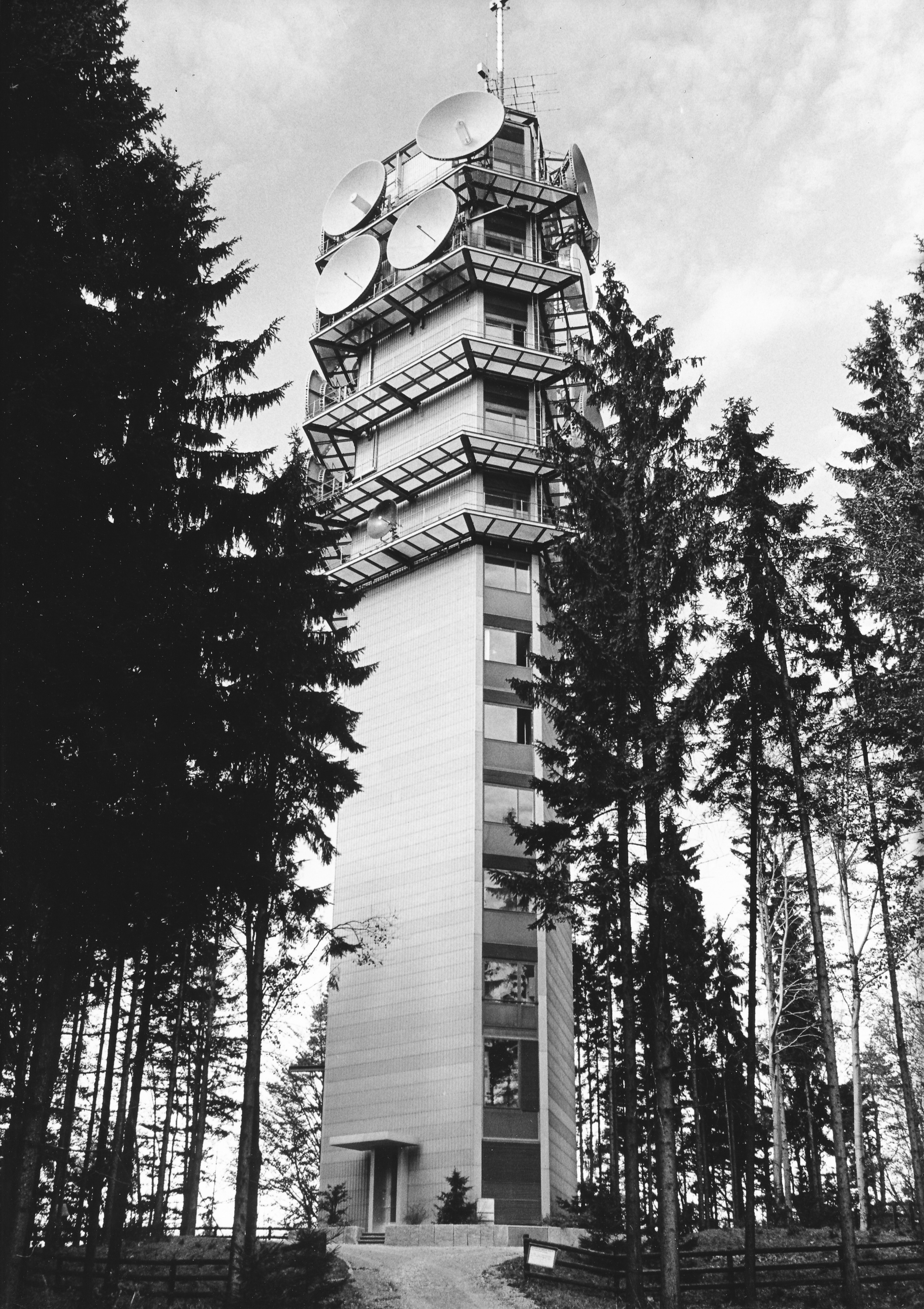
Felseneggturm nach der Fertigstellung 1963

Auf seiner Spitze stand eine 22 Meter hohe Dipolantenne aus Stahl. Der mit Antenne 77 Meter hohe Turm wies 16 Geschosse und ein unterirdisches Geschoss auf, in dem die Betriebsräume lagen. Die Antennen waren auf den oberen fünf Plattformen und dem Dach angebracht; dazu gehörten Parabol- und Richtfunkantennen. Die Strahlungsleistung zur 111,3 Kilometer Luftlinie entfernten Sendeanlage Nods Chasseral betrug im Maximum 10 Watt.